# Юссуково
Юссу́ково (рос. Юссуково, башк. Юсыҡ) — село у складі Янаульського району Башкортостану, Росія. Входить до складу Асавдибаська сільської ради.
Населення — 183 особи (2010; 200 у 2002).
Національний склад:
- башкири — 95 %